# داگلاس دی‌ای-۱ امباسادور
داگلاس دی‌ای-۱ امباسادور (به انگلیسی: Douglas DA-1 Ambassador) یک هواپیمای ساختِ کارخانهٔ شرکت هواپیماسازی داگلاس در کشور ایالات متحده آمریکا است. این هواپیما برای نخستین بار در ۱ سپتامبر ۱۹۲۸ میلادی مورد استفاده قرار گرفت.